# NGC 3252
NGC 3252 ist eine Balken-Spiralgalaxie vom Hubble-Typ SBd im Sternbild Drache am Nordsternhimmel. Sie ist schätzungsweise 57 Millionen Lichtjahre von der Milchstraße entfernt. Die Entfernungsmessungen basierend auf den Radialgeschwindigkeiten stimmen nicht mit den rotverschiebungsunabhängigen Entfernungsschätzungen von 80 ± 13 Millionen Lichtjahren überein.
Das Objekt wurde am 3. April 1785 von Wilhelm Herschel entdeckt.